# Laterina
Laterina è un municipio del comune di Laterina Pergine Valdarno, nella provincia di Arezzo, in Toscana. Oltre al capoluogo il municipio comprende anche le frazioni di Casanuova, Ponticino e Vitereta, per un totale di 3 486 abitanti.
Fino al 31 dicembre 2017 ha costituito un comune autonomo.

## Geografia fisica

### Clima
- Classificazione sismica: zona 3 (sismicità bassa), Ordinanza PCM 3274 del 20/03/2003
- Classificazione climatica: zona D, 2000 GR/G
- Diffusività atmosferica: alta, Ibimet CNR 2002

## Storia
Al plebiscito del 1860 per l'annessione della Toscana al Regno di Sardegna il "sì" non ottenne, anche se per poco, la maggioranza degli aventi diritto (326 su totale di 669).
Durante la seconda guerra mondiale (dal 1941 al 1943) Laterina fu sede di un vasto campo di prigionia militare capace di ospitare migliaia di prigionieri. Alla caduta del fascismo (estate 1943) molti prigionieri riescono a fuggire ma il campo viene ripristinato sotto occupazione tedesca (tra il settembre 1943 e il giugno 1944) avviando i prigionieri a gruppi verso i campi di prigionia in Germania. Dopo l'arrivo degli Alleati, l'area fu adibita brevemente a campo di prigionia per militi tedeschi ed ex-repubblichini (1945-46) e quindi utilizzata nel dopoguerra, dal 1948 al 1963, come campo profughi per esuli istriani.
Il 1º gennaio 2018 il comune di Laterina si è fuso con l'adiacente comune di Pergine Valdarno, formando il nuovo ente di Laterina Pergine Valdarno.

### Simboli
Lo stemma comunale era stato riconosciuto con D.P.C.M. del 3 settembre 1951.
Il gonfalone, concesso l'8 settembre 1952, era un drappo di azzurro.

## Monumenti e luoghi d'interesse
- Propositura dei Santi Ippolito e Cassiano
- Chiesa di Santa Maria della Neve
- Oratorio di San Biagio
- Pieve dei Santi Ippolito e Cassiano, in località Le Pievi
- Ponte Romito
- Castello di Montozzi

## Società

### Evoluzione demografica
Abitanti censiti

### Etnie e minoranze straniere
Secondo i dati ISTAT al 31 dicembre 2009 la popolazione straniera residente nell'allora comune di Laterina era di 301 persone. Le nazionalità maggiormente rappresentate in base alla loro percentuale sul totale della popolazione residente erano:

Territorio del soppresso comune di Laterina all'interno della provincia di Arezzo fino al 2018

- Romania 99 2,76%
- Albania 60 1,67%
- Macedonia del Nord 36 1,00%

### Tradizioni e folclore
Ogni anno, l'ultimo fine settimana di luglio, per tre giorni, si tiene a Laterina la "Festa medievale", manifestazione di ambientazione medievale. Il 5 agosto si festeggia la Madonna della Neve alla Maestà, mentre la terza domenica di settembre, lunedì e martedì, si svolge la festa del Santissimo Crocifisso in Propositura.

## Cultura

### Cinema
- Il ciclone (1996), girato a Stia, Laterina e Poppi.

## Infrastrutture e trasporti

### Ferrovie
- Ferrovia Firenze-Roma
  - Stazione di Laterina, in realtà situata nella vicina frazione di Montalto

## Amministrazione
Quello che segue è l'elenco degli amministratori del comune di Laterina fino al 2018, anno dell'istituzione del comune di Laterina Pergine Valdarno.
| Periodo         | Periodo          | Primo cittadino   | Partito                                                        | Carica  | Note   |
| --------------- | ---------------- | ----------------- | -------------------------------------------------------------- | ------- | ------ |
| 7 luglio 1985   | 27 maggio 1990   | Romano Severi     | Partito Comunista Italiano                                     | Sindaco | [ 12 ] |
| 27 maggio 1990  | 31 gennaio 1991  | Romano Severi     | Partito Comunista Italiano                                     | Sindaco | [ 12 ] |
| 31 gennaio 1991 | 24 aprile 1995   | Alessio Ferrabuoi | Partito Comunista Italiano, Partito Democratico della Sinistra | Sindaco | [ 12 ] |
| 24 aprile 1995  | 14 giugno 1999   | Alessio Ferrabuoi | sinistra                                                       | Sindaco | [ 12 ] |
| 14 giugno 1999  | 14 giugno 2004   | Rosetta Roselli   | centro-sinistra                                                | Sindaco | [ 12 ] |
| 14 giugno 2004  | 8 giugno 2009    | Massimo Gennai    | centro-sinistra                                                | Sindaco | [ 12 ] |
| 8 giugno 2009   | 26 maggio 2014   | Massimo Gennai    | centro-sinistra                                                | Sindaco | [ 12 ] |
| 26 maggio 2014  | 31 dicembre 2017 | Catia Donnini     | cen-sin (ls.civiche): unito                                    | Sindaco | [ 12 ] |

### Gemellaggi
- Bir Ennasar
- Gréasque, dal 1994